# Strusto (miejscowość)
Strusto (biał. Струста; ros. Струсто) – wieś na Białorusi, w obwodzie witebskim, w rejonie brasławskim, w sielsowiecie Mieżany.

## Historia
W latach 1921–1945 wieś i folwark leżał w Polsce, w województwie nowogródzkim (od 1926 w województwie wileńskim), w powiecie brasławskim, w gminie Brasław. 
Według Powszechnego Spisu Ludności z 1921 roku zamieszkiwało: 
- wieś – 160 osób, wszystkie były wyznania rzymskokatolickiego i zadeklarowały białoruską przynależność narodową. Były tu 34 budynki mieszkalne[2]. W 1931 w 37 domach zamieszkiwało 190 osób[5].
- folwark – 31 osób, wszystkie były wyznania rzymskokatolickiego. Jednocześnie 27 mieszkańców zadeklarowało polską przynależność narodową a 4 białoruską. Były tu 4 budynki mieszkalne[2]. W 1931 w 3 domach zamieszkiwało 19 osób[5].

Wierni Kościoła katolickiego należeli do parafii rzymskokatolickiej w Brasławiu.
Miejscowość podlegała pod Sąd Grodzki w Brasławiu i Okręgowy w Wilnie; właściwy urząd pocztowy mieścił się w Brasławiu.